# Субпрефектура Пиритуба
Субпрефектура Пиритуба (порт. Subprefeitura de Pirituba) — одна из 31 субпрефектур города Сан-Паулу, находится в северо-восточной части города. Общая площадь 54,7 км². Численность населения — 442 722 жителя.
Название Пиритуба на языке тупи означает «сбор тростника» и происходит от слов —pi’ri («тростник») и tyba («сбор»).
В составе субпрефектуры Пиритуба 3 округа:
- Пиритуба (Pirituba)
- Жарагуа (Jaraguá)
- Сан-Домингус (São Domingos)